# Markus Sjöberg
Markus Sjöberg, född 25 maj 1973 i Sundsvall, är en svensk före detta professionell ishockeyspelare (center).

## Meriter
- 2000 – Avancemang till Elitserien med Timrå IK